# Vem är du?
Vem är du? är en svensk skräckfilm från 2005 med regi och manus av Jonas Skelterwijk. Nour El Refai medverkar i en roll.

## Om filmen
Inspelningen ägde rum mellan den 22 januari och 22 februari 2005 i Eslöv i Skåne. Skelterwijk var producent och fotograf och komponerade även filmens musik. Filmen premiärvisades 7 april 2005 på biograf Bian i Eslöv och utkom 2006 på DVD.

## Handling
Sex personer samlas i en gammal öde spritfabrik i en svensk småstad för att spela Anden i glaset. Fabriken sköts om av en vaktmästare som avtjänat ett längre fängelsestraff för att ha mördat sin hustru. När spelet börjar visar det sig att en man i sällskapet har onda avsikter då han ställer den förbjudna frågan "vem är du?" och därmed frigör den onda energin från mordet på vaktmästarens hustru.

## Rollista
- Estelle Lönnberg – Lisa
- Nour El Refai – Åsa
- Anna Rydberg – Stina
- Staffan Andersson – Kalle
- Nils Olsson – Kim
- Ola Roxendal – Johan
- Fredrik Jönsson – vaktmästaren
- Maths Andersson – butiksbiträdet
- Helena Andersson – Kalles mamma (endast röst)
- Pernilla Thellmark – vaktmästarens fru